# Моосте (волость)
Мо́осте (эст. Mooste ) — бывшая волость в Эстонии в составе уезда Пылвамаа.

## Положение
Площадь волости — 185,2 км², численность населения на 1 января 2009 года составляла 1542 человек.
Административный центр волости — посёлок Моосте. Помимо этого, на территории волости находятся ещё 14 деревень.